# Francisco Leiva
Francisco Leiva Ramírez de Arellano (Málaga, 1630 - ibíd. 17 de febrero de 1676), dramaturgo español del Siglo de Oro adscrito a la escuela de Calderón de la Barca.

## Biografía
Nunca salió de su natal Málaga y por eso se dio poco a conocer. Fue, sin embargo, un verdadero hombre de teatro que prefería alejarse del mundanal ruido, de forma que publicó su comedia de capa y espada El socorro de los mantos con el seudónimo de Carlos de Arellano.

## Obra
Aunque su producción no llegó a ser muy grande porque murió joven, todas sus obras poseen una cuidada estructura y lenguaje, y demuestran un gran dominio del arte dramático. También conoció el éxito de público. En ellas destaca el trazado psicológico de los personajes, el fino e irónico sentido del humor y un lenguaje de influencia culterana pero no excesivamente artificioso. Escribió, aparte de la ya citada, Cuando no se aguarda y príncipe tonto, comedia de figurón, No hay contra un padre razón, Nuestra Señora de la Victoria (rerpesentada en el corral de la Montería de Sevilla en 1672), Antes que amor es la patria, comedia sobre el héroe romano Mucio Scévola. En la ya citada El socorro de los mantos se ve claro el desprestigio barroco de los idealismos neoplatónicos. También compuso entremeses, como El poeta y El ensayo, que han sido editados modernamente.
- Datos: Q5483576
- Multimedia: Francisco Leiva / Q5483576